# Gerhard Hoffmann (Komponist)
Gerhard Hoffmann (* 11. November 1690 in Rastenberg; † um 1756 ebenda) war ein deutscher Komponist und Bläser.

## Leben
Gerhard Hoffmann studierte in Jena Mathematik und Architektur und wurde 1719 Bauverwalter des Herzogs von Weimar. Schon früher hatten mathematische Studien sein Interesse ab und zu auf musikalische Themen gelenkt und er wollte nun über die Tonkunst ein tieferes Verständnis erlangen. Unter dem Kapellmeister Johann Wilhelm Dresen studierte er daher Musiktheorie. Er komponierte viele geistliche Kantaten und andere Kirchenmusik, welche Musikstücke wohl unveröffentlicht blieben.
1727 soll Hoffmann die Flöte und Oboe durch ein Ventil, das er an diesen Musikinstrumenten anbrachte, verbessert haben. Auch habe er einen Zug an der Violine erfunden, durch den deren Stimmung sofort mit der linken Hand aus dem Chor- in den  Kammerton und wieder zurück verändert werden konnte. Ferner berichtigte er die Lehre von der Temperatur und machte sie durch eine übersichtliche Tabelle fassbarer. 1736 wurde er Bürgermeister seiner Vaterstadt Rastenberg und behielt diese Position bis zu seinem Tod.